# Association des archivistes francophones de Belgique
L’Association des archivistes francophones de Belgique (AAFB) a été fondée en novembre 2005 à l’initiative d’une dizaine d'archivistes exerçant dans les deux régions francophones afin d’assurer une meilleure visibilité de la profession auprès de la société.
L’AAFB fédère aussi bien des archivistes qui remplissent des missions patrimoniales (ils mettent, notamment, à la disposition des historiens les documents nécessaires à l’élaboration de leurs travaux) que des gestionnaires d'archives courantes et intermédiaires exerçant dans le secteur public ou privé.
Elle met à disposition de ses membres, sur son site, un forum ainsi qu'une lettre d'information gratuite. Des journées d'étude sont organisées annuellement (2009 : l'archivage des courriels / 2010 : la gestion des risques au quotidien (en collaboration avec Icomos Wallonie-Bruxelles asbl)).